# Mussaenda soyauxii
Mussaenda soyauxii är en måreväxtart som beskrevs av Buttner. Mussaenda soyauxii ingår i släktet Mussaenda och familjen måreväxter. Inga underarter finns listade i Catalogue of Life.